# Херсонський завод карданних валів

Відкрите акціонерне товариство «Херсонський завод карданних валів» — промислове підприємство, що входить до складу холдингової компанії «АвтоКрАЗ», розташоване в Херсоні.

## Основні види діяльності
Виробництво карданних валів і запасних частин до них для вантажних автомобілів, тролейбусів, тракторів, рухомого залізничного складу, металургійного обладнання та іншої техніки, поковок для залізничного транспорту, продукції ковальсько-пресового виробництва.

## Історія
Завод заснований у 1925 р., як підприємство з виробництва і ремонту сільськогосподарської техніки. Спочатку на ньому працювало 28 робітників. Та з розвитком промисловості та сільського господарства в Україні розвивався й завод. У 1933 р. кількість працюючих досягла 1 000 осіб, а підприємство змінило назву на «Моторний завод імені 15-річчя РСЧА».
З 1958 року основним видом продукції заводу стають карданні вали для автомобілів ГАЗ Горьковського автозаводу. Потім херсонське підприємство починає випускати цей вид продукції і для КрАЗів Кременчуцького автозаводу. До 1990 року Херсонський завод карданних валів продовжує освоювати випуск все нових видів валів і стає одним з провідних в цій галузі виробництва. Після розвалу СРСР завод, як і більшість промислових підприємств країни переживає серйозну кризу. Різко падають обсяги виробництва, скорочується чисельність працюючих. Та з 2002 р. підприємство починає відвойовувати втрачені позиції. Освоюються нові види продукції. Крім карданних валів завод починає випускати штамповані заготовки, для ремонту і виробництва залізничного транспорту, молольні кулі підвищеної стійкості для гірничо-збагачувальних комбінатів та цементних заводів. З кожним роком стрімко зростають обсяги виробництва.

## Завод сьогодні
Зараз уся продукція заводу сертифікована в системі УкрСЕПРО. Підприємство володіє власною лабораторією для виробовування карданних валів. У 2005 р. фірмою «CITECH Ukraine b. v.» (офіційне представництво «TNO Certification b. v.» у країнах СНД) системі управління якості заводу був виданий сертифікат стандарту ISO 9001:2000.

## Основні види продукції
- Карданні вали для виробництва вантажних автомобілів КрАЗ, МАЗ, ГАЗ, КамАЗ, запасні частини до них (фільтри для двигунів внутрішнього згоряння усмоктувальні повітряні, 
бампери та їх деталі);
- вали карданні для міжміського пасажирського транспорту виробництва ЛАЗ м. Львів, Авіант м. Київ, ПМЗ м. Дніпропетровськ, «Богдан» м. Черкаси, Тролза м. Енгельс, ЛіАЗ Ликино-Дулево;
- вали карданного приводу допоміжних механізмів тепловозів 2ТЕ10П, ТМ7, 2ТЕ10В, 2ТЕ10М, М62, ТЕМ1, ТЕМ2;
- вали карданні трансміссії тракторів виробництва «Тракторний завод» м. Санкт-Петербург, ХТЗ м. Харків, МТЗ м. Мінськ;
- хрестовини карданних валів легкових автомобілів ВАЗ, «Москвич», «Волга»;
- поковки сталеві штамповані масою від 3 до 12 кг;
- кулі сталеві молольні для кульових млинів підвищеної стійкості діаметром від 40 до 120 мм, які експлуатуються на цементних заводах групи «Lafarge», «Dyckehoff».

## Зовнішньоекономічна діяльність
Компанія експортує товари в наступні країни:
- Болгарія,
- Білорусь,
- Вірменія,
- Естонія,
- Казахстан,
- Латвія,
- Польща,
- Росія,
- Туркменистан,
- Узбекистан

Компанія імпортує товари з наступних країн:
- Білорусь,
- Росія

## Реквізити
- Код ЄДРПОУ: 05743013
- Адреса: вул. Червонопрапорна, 26, м. Херсон, 73000, Україна
- Вебсайт: https://web.archive.org/web/20130524110853/http://www.hs.ukrtelecom.ua/zkv/
- Генеральний директор — Лавецький Микола Васильович